# Gömbös kövirózsa
A gömbös kövirózsa vagy sárga-kövirózsa (Sempervivum globiferum) a kőtörőfű-virágúak (Saxifragales) rendjébe, ezen belül a varjúhájfélék (Crassulaceae) családjába és a fáskövirózsa-formák (Sempervivoideae) alcsaládjába tartozó faj.
Egyes rendszerezők szerint a vitatott létjogosultságú Jovibarba nemzetségbe tartozik, Jovibarba globifera (L.) J.Parn. név alatt.

## Előfordulása
Európai elterjedésű növény, amely Németországtól és Olaszországtól keletre a balti országokig és az európai Oroszországig található meg. Magyarországon védett pozsgás növényfaj. Magyarországon többek közt a Keszthelyi-fennsíkon fordul elő, de a Mátrában is megtalálhatóak állományai.

## Alfajai, változata
- Sempervivum globiferum subsp. aghricum Kit Tan & Sorger
- Sempervivum globiferum subsp. allionii (Jord. & Fourr.) 't Hart & Bleij
- Sempervivum globiferum subsp. arenarium (W.D.J.Koch) 't Hart & Bleij
- Sempervivum globiferum subsp. glabrescens (Sabr.) M.Werner
- sárga kövirózsa (Sempervivum globiferum subsp. hirtum) (L.) 't Hart & Bleij
- Sempervivum globiferum subsp. lagarinianum (L.Gallo) R.Stephenson
- Sempervivum globiferum subsp. preissianum (Domin) M.Werner
- Sempervivum globiferum subsp. pseudohirtum (Leute) Raus
- Sempervivum globiferum var. hillebrandtii (Schott) M.Werner

## Megjelenése
Tőrózsája zárt, csaknem gömbölyű. 1,5–3 centiméter átmérőjű, sok és könnyen szétguruló fióknövényt fejleszt. A tőlevelek szürkészöldek, tojásdadok, kanálformán behajlók, körülbelül 1 centiméter hosszúak, szélük sűrűn pillás, csúcsuk vörös, ritkán fehér. Nagyon változatos megjelenésű védett faj. Mérete 5–25 centiméter közötti. Mészkő és dolomit sziklagyepeket, és a sziklás lejtőket kedveli. Július és október között virágzik.